# Château de Cougoussac
Le château de Cougoussac est un château situé sur la commune française de Gabrias, en Lozère. Le domaine de Cougoussac est inscrit Monument historique depuis 1986.

## Situation
Le château est situé sur le territoire de la commune de Gabrias, en Lozère, l'ancienne province du Gévaudan. Il est situé à environ 9 km du village de Gabrias. Il est également à proximité de Montrodat et Marvejols à l'est, et à peu de distance de la Boulaine, ancienne voie romaine à l'ouest.

## Histoire
Au XIVe siècle la manse de Cougoussac est aménagée en château par les seigneurs de Gabrias. Cette seigneurie faisait partie des douze seigneuries du Gévaudan, qui donnait chaque année un droit d'entrée aux États particuliers du Gévaudan. Puis, à la fin du XVIe siècle, le château devient une propriété de la famille Calvet, seigneurs de Fontanilles (dans les Cévennes). Cette famille, très tôt convertie au protestantisme, subit les affres des guerres de Religion, dont la répression est violente dans le pays.
En 1587, le château échoit à la famille des Retz de Bressolles. La famille de Retz, dont les origines seraient écossaises, s'est grandement implantée en Gévaudan, et les différentes branches ont acquis plusieurs seigneuries du pays. Ce sont les Retz de Bressolles qui aménagent le château, lui donnant l'aspect général conservé jusqu'à aujourd'hui.
Le château est aujourd'hui la propriété, depuis 1906, de la famille Rousset. Un programme de restauration démarré en 1996 se poursuit en 2010 avec la consolidation de la chapelle romane construite en 1622. La demeure est ouverte au public lors des journées du patrimoine.

### Sources et références
1. 1 2  Notice no PA00103823, sur la plateforme ouverte du patrimoine, base Mérimée, ministère français de la Culture
2. ↑  Géoportail.fr